# Саврич, Карл Авксентьевич
Карл Авксентьевич Саврич (псевдоним — Максимович) (укр. Карл Авксентійович Саврич; (1892—1934) — деятель коммунистического движения на Западной Украине, первый секретарь ЦК Коммунистической партии Западной Украины (Восточной Галичины) (с февраля 1919).
Бывший член Украинской партии социалистов-революционеров (боротьбистов).
В 1922—1924 — на дипломатической работе, секретарь посольства УССР в Варшаве, затем работал заместителем Уполномоченного Наркомата иностранных дел СССР при Правительстве УССР, член ЦК, член Политбюро ЦК КПЗУ, секретарь Заграничного бюро помощи КПЗУ (г. Харьков). На IX съезд КП(б)У, проходившем в Харькове 6-12 декабря 1925, был избран кандидатом в члены ЦК КП(б)У.
В 1927—1928 годах вместе с Р. Турянским, И. Крилыком и Р. Роздольским возглавлял группу коммунистов, оппозиционную к сталинской политике в УССР. Эта группа «васильковцев» отказывалась осудить Л. Д. Троцкого и Левую оппозицию в ВКП(б) и солидаризовалась с А. Я. Шумским.
На февральско-мартовском пленуме ЦК КП (б) в 1927 году, будучи официальным представителем КПЗУ Карл Саврич (Максимович) выступил в защиту позиции Шумского, задав Л. М. Кагановичу вопрос кто будет в ответе, если решения пленума «не поймут товарищи на Западной Украине?».
После этого Л. М. Кагановичем был заклеймен как «уклонист» и снят со всех постов.
В 1929 исключен из ВКП (б).
С начала 1928 работал в Саратове, а с октября 1929 — в Москве рядовым сотрудником Хлебо-животноводческого центра, затем старшим инспектором «Заготзерна».
9 января 1933 был арестован в Москве сотрудниками ГПУ СССР. 5 сентября того же года, как член «Московского центра Украинской войсковой организации», был приговорен к 10 годам лишения свободы.
Заключение отбывал в Беломоро-Балтийском лагере НКВД.
17 июля 1934 покончил жизнь самоубийством. Реабилитирован 11 сентября 1958 года.